# Plainfield (New Hampshire)
Plainfield – miasto w Stanach Zjednoczonych, w stanie New Hampshire, w hrabstwie Sullivan.